# Laudes Domini
Laudes Domini (lat. „Lob des Herrn“) ist die Bezeichnung für ein zwischen 316 und 326 in Autun entstandenes Gedicht eines unbekannten Verfassers.
Das Gedicht ist in 148 Hexametern geschrieben und berichtet über ein wunderhaftes, durch Christus gewirktes Ereignis, bei dem eine Tote ihren verstorbenen Gemahl mit liebevoller Handbewegung in ihrem Sarkophag empfängt. Am Ende findet sich ein Gebet für den siegreichen Kaiser Konstantin und seine Familie. Die Verse sollen den Glauben an die Auferstehung und die Wiederkunft Christi bestärken. Dabei orientiert sich der Dichter an der Sprache Vergils, Horaz’ und Ovids.